# Rhammatocerus varipes
Rhammatocerus varipes är en insektsart som först beskrevs av Bruner, L. 1905.  Rhammatocerus varipes ingår i släktet Rhammatocerus och familjen gräshoppor. Inga underarter finns listade i Catalogue of Life.